# آدروواتس
آدروواتس (به صربی: Adrovac) یک روستا در صربستان است که در راچا واقع شده‌است. آدروواتس ۲۶۹ نفر جمعیت دارد.